# Ares (La Corunya)
Ares és un municipi de la província de la Corunya a Galícia. Pertany a la Comarca de Ferrol. S'estén per la franja costanera que va de la ria de Ferrol al port de Redes, a l'interior de la ria d'Ares.
| 4.209 | 4.850 | 4.724 | 4.708 | 5.265 |
| Fonts: INE i IGE (Els criteris de registre censal variaren i les dades de l'INE i de l'IGE poden no coincidir.) |       |       |       |       |

## Parròquies
- Ares (San Xosé)
- Caamouco (San Vicente)
- Cervás (San Pedro)

## Història
Fundada pels celtes, existeix constància del pas de romans, sueus i és destacable l'assentament d'una colònia de jueus en la Baixa edat mitjana, que van arribar al poble fugint dels Reis Catòlics. Posteriorment aquests jueus van ser expulsats per mar i alguns sacrificats.

## Patrimoni històric
Ares compta amb un estil arquitectònic molt original, amb cases d'una sola planta i galeries de fusta pintada de colors vius. El seu tipisme la va convertir en una destinació d'estiueig molt visitat en els 80 i 90, el que, al seu torn, va contribuir a la degradació de l'entorn arquitectònic, que es va veure inundat de cases modernes de diversos pisos. L'únic edifici singular digne d'esment són les restes d'una antiga torre situada al final de l'espigó, en direcció a Estaques. El Convent de Santa Catalina en Montefaro i les Bateries militars d'O Segaño i Coitelada són el més rellevant.